# Götschetal
Götschetal war der Name einer kurzlebigen Gemeinde im Saalekreis in Sachsen-Anhalt.

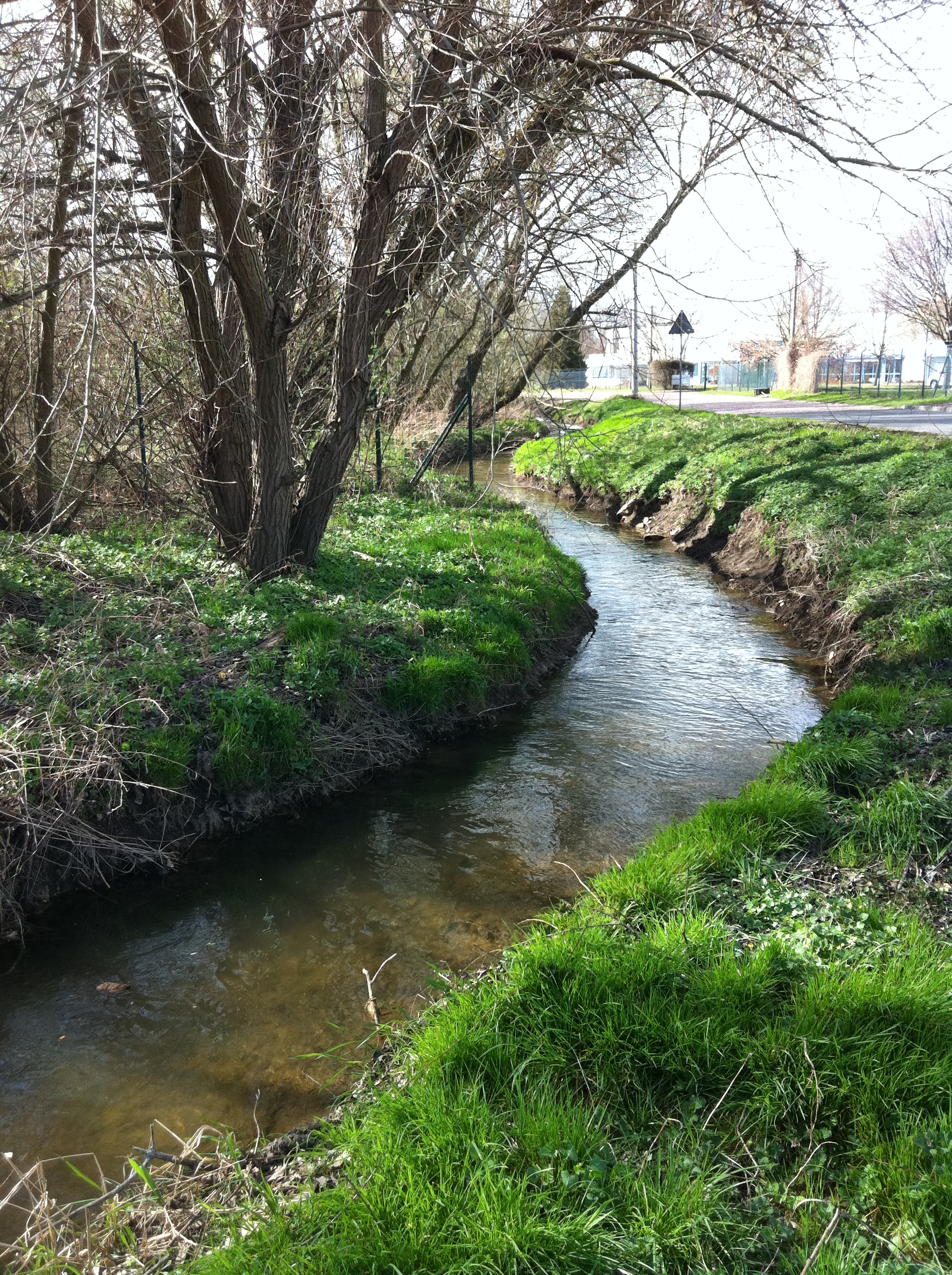
Götsche bei Halle

Sie entstand am 1. Juli 2006 aus dem Zusammenschluss der Gemeinden Wallwitz, Gutenberg, Nehlitz, Sennewitz und Teicha. Der Sitz der Gemeinde befand sich in Wallwitz. Die Gemeinde war Mitglied und Sitz der Verwaltungsgemeinschaft Götschetal-Petersberg, die am 1. Januar 2010 aufgelöst wurde. Alle Mitgliedsgemeinden schlossen sich am gleichen Tag zur Einheitsgemeinde Petersberg zusammen.
In Götschetal lebten 5632 Einwohner (31. Dezember 2008) auf einer Fläche von 32,94 km². Der Bürgermeister Götschetals war Ulli Leipnitz.
Der Gemeindename leitete sich von dem Bach Götsche ab, der nach Durchfließen des Gemeindegebietes an der Stadtgrenze zu Halle in die Saale mündet.